# Stiby socken
Stiby socken i Skåne ingick i Järrestads härad, uppgick 1969 i Simrishamns stad och området ingår sedan 1971 i Simrishamns kommun och motsvarar från 2016 Stiby distrikt.
Socknens areal är 13,98 kvadratkilometer varav 13,94 land. År 2000 fanns här 1 198 invånare. Tätorten Gärsnäs samt kyrkbyn Stiby med sockenkyrkan Stiby kyrka ligger i socknen.

## Administrativ historik
Socknen har medeltida ursprung. 15 mars 1667 införlivades Gärsnäs socken.
Vid kommunreformen 1862 övergick socknens ansvar för de kyrkliga frågorna till Stiby församling och för de borgerliga frågorna bildades Stiby landskommun. Landskommunen uppgick 1952 i Tommarps landskommun som 1969  uppgick i Simrishamns stad som 1971 ombildades till Simrishamns kommun. Församlingen utökades 2003,  och uppgick 2017 i Gärsnäs församling.
1 januari 2016 inrättades distriktet Stiby, med samma omfattning som församlingen hade 1999/2000.  
Socknen har tillhört län, fögderier, tingslag och domsagor enligt vad som beskrivs i artikeln Järrestads härad. De indelta soldaterna tillhörde Södra skånska infanteriregementet, Alby kompani och Skånska dragonregementet, Cimbrishamns och Borreby skvadron, Svabeholms kompani.

## Geografi
Stiby socken ligger väster om Simrishamn på inre Österlen. Socknen är en mjukt kuperad odlingsbygd.

## Fornlämningar
Här finns en hällkista och en rest sten.

## Namnet
Namnet skrevs 1333 Stighby och kommer från kyrkbyn. Förleden innehåller stig, 'mindre gångväg'. Efterleden innehåller by, 'by; gård'..